# Marpesia marius
Marpesia marius är en fjärilsart som beskrevs av Pieter Cramer 1780. Marpesia marius ingår i släktet Marpesia och familjen praktfjärilar. Inga underarter finns listade i Catalogue of Life.